# Catedral de Tulancingo
La catedral de Tulancingo, dedicada a San Juan Bautista, es una obra de la arquitectura religiosa del México colonial construida a partir de 1528 por la Orden Franciscana. Imponente y a la vez sencilla destaca en el centro Histórico de Tulancingo, Hidalgo, frente a la plaza principal La Floresta.

## Historia
El edificio originalmente fue de menores proporciones, edificado por los franciscanos, quienes evangelizaron en la zona. Fue remozado y ampliado en el año de 1788 por el arquitecto José Damián Ortiz de Castro, quien también colaboró en la planeación y terminación de la Catedral de México. Es comprensible la modificación del estilo por este arquitecto, debido al México que en aquel entonces pasaba por la transición del barroco, a la sencillez del Neoclásico.

## Arquitectura

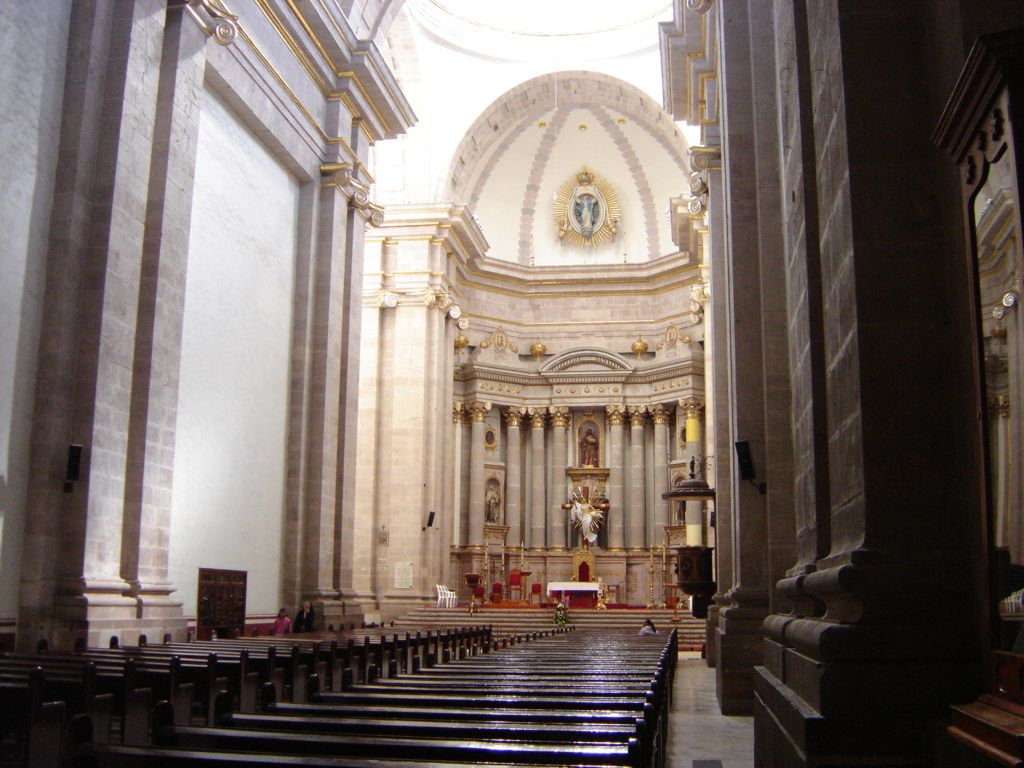
Interior Catedral.

Catedral vista desde Parque La Floresta.

De cantera gris, sobrio y elegante. Mide más de 54 metros de altura desde su base hasta la cruz de la cúpula.
Las paredes de grandes  piedras, de casi un metro de ancho.Muestra en la portada un frontón de estilo neoclásico, de forma triangular, sostenido por dos columnas y pilastras que son de estilo jónico (dos a cada lado de la entrada), alcanzando los 27 metros de altura. Estas enmarcan el acceso principal al templo. cuenta con dos pequeñas torres de un solo cuerpo, de sencillas proporciones. La cúpula es de forma octagonal y cuenta con una pequeña linternilla.
En el interior, también renovado al estilo neoclásico, destaca el altar principal, la pila bautismal labrada en piedra y un púlpito de madera con decoración en relieve, así como una cruz atrial y reloj de sol en sus patios.